# پادشاه و کمیسر
پادشاه و کمیسر (به انگلیسی: The King & the Commissioner) فیلمی هندی محصول سال ۲۰۱۲ و به کارگردانی شاجی کایلاس است. در این فیلم بازیگرانی همچون مموتی، سورش گوپی، سایکومار، ندومودی ونو، ساموروتا سونیل، موهان آگاشه، سانجانا گالرانی و کی.پی.ای.سی. لالیتا ایفای نقش کرده‌اند.